# Primeira da Aclimação

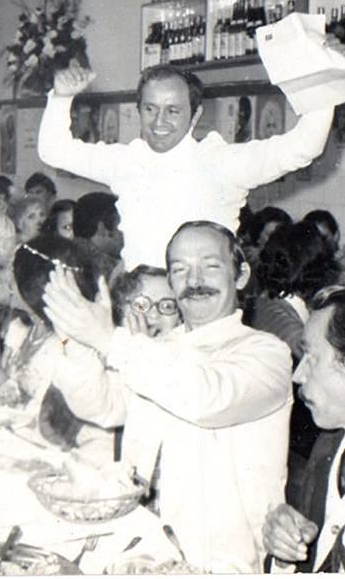
Sentado está o fundador da Escola e em pé, atrás, seu irmão Américo Nicólas Garcia, o primeiro presidente da Escola de Samba

O Grêmio Recreativo Cultural Escola de Samba Primeira da Aclimação é uma Escola de Samba da cidade de São Paulo. Foi fundada em 5 de setembro de 1980.

## História
A ideia da fundação da escola surgiu durante a comemoração do aniversário do filho (Alexandre Queiroz Nicolas Garcia) pelo fundador Wilson Nicólas Garcia, num velho prédio da Rua Machado de Assis. Apadrinhada por Américo Nicólas Garcia, irmão do fundador da escola de Samba 1 da Aclimação que veio a ser o seu primeiro presidente. 
O primeiro samba enredo História da Vovó, foi uma homenagem feita a uma senhora chamada Ana no qual era casada com o Senhor Eduardo, residiam a rua Paula Ney, próximo a padaria. Muito conhecida no bairro por várias pessoas.
A Aclimação desde então vem se mantendo nos grupos intermediários do Carnaval de São Paulo. Desfilou em 1994 no Grupo Especial.
Em 2009, com o enredo Fazendo carnaval terminou na 7ª colocação no Grupo 1 da UESP. Em 2010 falando sobre a Vai-Vai e seus 80 anos ficou em 8º lugar.

## Segmentos

### Presidentes
| Nome         | Mandato | Ref.        |
| ------------ | ------- | ----------- |
| Edgard Matos | ?-2020  | [ 1 ] [ 2 ] |
| Marcio Pessi | 2020-   |             |

### Diretores
| Ano  | Diretor de Carnaval | Diretor geral de harmonia | Mestre de bateria | Ref.  |
| ---- | ------------------- | ------------------------- | ----------------- | ----- |
| 2015 | Namur               | Mazinho                   | Bianca            | [ 3 ] |

### Casal de Mestre-sala e Porta-bandeira
| Ano       | Nome                             | Ref. |
| --------- | -------------------------------- | ---- |
| 1986-1987 | Ednei Mariano e Sueli Manequim   |      |
| 2008      | Daniel Vitro e Karina Zamparolli |      |
| 2011      | Leonardo Silva e Suellen Amann   |      |
| 2014      | Silveria e Moreno                |      |
| 2019      | Rodrigo Antonio e Marina Lazzari |      |

## Carnavais
| Ano  | Colocação | Grupo | Enredo | Carnavalesco | Intérprete | Ref.          |
| ---- | --- | --- | --- | --- | --- | ------------- |
| 1981 | Vice-campeã | 3-UESP | Histórias da Vovó - Uma tarde no parque Compositores: Armando da Mangueira/Jangada                                                                                            | | | [ 4 ]         |
| 1982 | Campeã | 2-UESP | O Mundo Maravilhoso do Circo Compositores: Armando da Mangueira/Jangada/Rose                                                                                                  | | |               |
| 1983 | Campeã | 1-UESP | Melodia Nacional Compositores: Armando da Mangueira/Oswldo Arouche | | |               |
| 1984 | 6º Lugar | Acesso | Mestre Portinari Compositores: Namur/Serginho | | |               |
| 1985 | 5º Lugar | Acesso | Axé, Os Deuses do Candomblé | | |               |
| 1986 | 4º Lugar | Acesso | Carnaval... Um sonho a mais Compositores: Toninho Sereno/Fiotti | | |               |
| 1987 | 6º Lugar | Acesso | De Adão e Eva até agora tudo modificou, será? Compositores: Armando da Mangueira/Rifai/Milton/Zé Roberto                                                                      | | |               |
| 1988 | 7º Lugar | Acesso | Coisas Que o Povo Diz - "Provérbios do Povão" Compositores: Toninho Sereno/Dalla Rosa/Fiotti                                                                                  | | |               |
| 1989 | 10º Lugar | 1-UESP | Brasil Mestiço Compositores: Oswaldo do Arouche/Armando da Mangueira | | |               |
| 1990 | Campeã | 2-UESP | Como Surgiram as Estrelas Compositores: Oswaldo do Arouche/Armando da Mangueira                                                                                               | | |               |
| 1991 | Vice-campeã | 1-UESP | Entre Laços e Traços: Brasil Compositores: Oswaldo do Arouche/Armando da Mangueira/Milton do Cavaco                                                                           | | |               |
| 1992 | 11º Lugar | Acesso | Palácio da Aclimação Compositores: Pedrinho da Flor/Bicalho/Aluísio Machado/Dori/Diniz                                                                                        | | |               |
| 1993 | Campeã | Acesso | Oh! Linda Compositores: Osvaldinho da Cuíca/Aluísio Machado/Bicalho/Maurinho da Mazzei                                                                                        | | |               |
| 1994 | 12º Lugar | Especial | O Vinho da Verdade Compositores: Marcelino/Dedé Boni/Gabriel Balvetti/Giba | Comissão de Carnaval                                                                                                   | Lello Garoto |               |
| 1995 | 5º Lugar | Acesso | Carnavália e os Deuses da Folia Compositores: Maurinho da Mazzei/Milton do Cavaco                                                                                             | | |               |
| 1996 | 8º Lugar | Acesso | Primaveras Compositores: Carlão Pretão/Gui-Caçula | | |               |
| 1997 | 6º Lugar | Acesso | Dinheiro na Mão é Vendaval, Só Não Faz Chover Compositores: Zeca Guimarães/Sérgio Raro/Namur                                                                                  | Marco Aurélio | Agnaldo e Paulinho |               |
| 1998 | 10º Lugar | Acesso | Sou o Cenário do Teu Sonho Compositores: Sapo/Maurício | | |               |
| 1999 | 9º Lugar | 1-UESP | Aclimação no Coração, 18 anos de Emoção Compositores: Sérgio Raro/Lau/Edu/Dori/Dudu do Cavaco Bateria: Mestre Gilberto                                                        | Mendes Bermana | Dori |               |
| 2000 | 9º Lugar | 2-UESP | Vai-Vai, 70 Anos de Glórias Compositores: Serginho Cipó/Marcelo Tamborim | Mendes Bermana | Serginho Cipó |               |
| 2001 | Campeã | 3-UESP | Geraldo, Um Filme de Glórias Compositores: Serginho Madureira/Mazinho Xerife/Armando da Mangueira                                                                             | Rose Garcia | Mazinho Xerife/Cipó/Sol                                                                                                |               |
| 2002 | Campeã | 2-UESP | Um Canário Que Deixou Saudade Compositores: Ernesto Teixeira/Alemão do Cavaco                                                                                                 | Mendes Bermana e Simonal da Cor Morena                                                                                 | Ernesto Teixeira/Simonal da Cor Morena/Cipó                                                                            |               |
| 2003 | 5º Lugar | 1-UESP | Do Descobrimento às Miscigenações, Somos Todos Irmãos Compositores: Márcio Pessi/Rubinho//Grupo Favela Chiq/Hélcio Jr./Marcelo V. M./Fuinha                                   | Comissão de Carnaval                                                                                                   | Serginho Cipó e Rubinho                                                                                                |               |
| 2004 | Campeã | 1-UESP | São Paulo 450 Anos:A Primeira da Aclimação vem homenageando seu carnaval Compositores: Márcio Pessi/Rubinho Guimarães/Hélcio Jr./Ivan/Dadô                                    | Comissão de Carnaval                                                                                                   | Serginho Cipó |               |
| 2005 | 7º Lugar | Acesso | De todos os aromas, o sublime cheiro da Vida Compositor: Everaldo | Comissão de Carnaval                                                                                                   | Serginho Cipó |               |
| 2006 | 7º Lugar | 1-UESP | Nada se cria, tudo se transforma Compositores: Serginho Raro/Namur/Waltinho                                                                                                   | Comissão de Carnaval                                                                                                   | Serginho Cipó |               |
| 2007 | 6º Lugar | 1-UESP | Entre lendas e contos, uma viagem fascinante ao mundo mágico da imaginação Compositores: Rubinho Gimarães/Ivan/Dadô Poeta                                                     | Raphael Soares | |               |
| 2008 | 6º Lugar | 1-UESP | Guerreiros da liberdade Compositores: Vitor Gabriel/Biel/Dadô Poeta/Márcio Pessi                                                                                              | Raphael Soares Serginho Brow                                                                                           | |               |
| 2009 | 7º Lugar | 1-UESP | Fazendo carnaval Compositores: Xandinho/Jairo Limozini/André Filosofia/Sales do Cavaco/Biel Carioca/Dr. Bruno/Felipe Kabeloviski/Juninho Berin/Rafa do Cavaco/Thiago de Xangô | Hernani Siqueira | Maradona |               |
| 2010 | 8º Lugar | 1-UESP | Quem Nunca Viu o Samba Amanhecer Vai no Bixiga Pra Ver! Vai-Vai 80 Anos de Emoção Compositores: Sergio Raro/Deco do Cavaco/Namur                                              | Delmo de Moraes | |               |
| 2011 | 9º Lugar | 1-UESP | De Nilópolis à Aclimação - A Cinderela Negra Que Ao Mundo Encantou Compositores: Pedrinho da Flor/Gefinho Mocidade/Alex J. Ribeiro/Perci Jr./Serginho Cipó                    | | Alex J. Ribeiro |               |
| 2012 | 12º Lugar | 1-UESP | Terra,o planeta em busca da cura...Aquecimento global,a consciência é de todos Compositores: Teleu/Namur                                                                      | Comissão de Carnaval                                                                                                   | Fabrício |               |
| 2013 | 13º Lugar | 2-UESP | O Sorvete vai rolar! | | |               |
| 2014 | 13º Lugar | 3-UESP | Aclimação canta o circo e suas glórias | Gilberto Spacov | |               |
| 2015 | 7º Lugar | 4-UESP | Com o espírito da Fênix, uma lição de vida! Bateria: Mestre Bianca | Comissão de Carnaval                                                                                                   | Andinho/Idiamim |               |
| 2016 | 6º Lugar | 4-UESP | Só pra sorte me pegar Compositores:Sergio Raro/I.Vianna/Marcus V.S | | | [ 2 ] [ 5 ]   |
| 2017 | 3º Lugar | 4-UESP | Sou mascarado, esfarrapado e folião...Vem pro baile da Aclimação Compositores: SergioRaro/Fernandinho SP/Sr. N.                                                               | Comissão de Carnaval                                                                                                   | Fernandinho SP |               |
| 2018 | 11º Lugar | 4-UESP | De Volta para o Futuro, Uma Viagem pelos anos 80, Onde Tudo Começou! | Comissão de Carnaval                                                                                                   | Andinho | [ 6 ]         |
| 2019 | 10º Lugar | 4-UESP | São Vicente, para sempre a Primeira Compositores: J. Muniz/Mazinho/Orlando | Mazinho | Andinho | [ 7 ] [ 8 ]   |
| 2020 | 10º Lugar | Acesso 2 de Bairros | Aclimação nas águas sagradas do sol e da lua | Mazinho e J. Muniz | Andinho | [ 9 ]         |
| 2021 | Inicialmente adiados para o mês de julho, os desfiles do Carnaval 2021 foram cancelados devido a pandemia de Covid-19. | Inicialmente adiados para o mês de julho, os desfiles do Carnaval 2021 foram cancelados devido a pandemia de Covid-19. | Inicialmente adiados para o mês de julho, os desfiles do Carnaval 2021 foram cancelados devido a pandemia de Covid-19.                                                        | Inicialmente adiados para o mês de julho, os desfiles do Carnaval 2021 foram cancelados devido a pandemia de Covid-19. | Inicialmente adiados para o mês de julho, os desfiles do Carnaval 2021 foram cancelados devido a pandemia de Covid-19. | [ 10 ]        |
| 2022 | 3º Lugar | Acesso 3 de Bairros | Laroiê, Exú | Igor Carneiro e Júlio Poloni                                                                                           | Chitão Martins | [ 11 ] [ 12 ] |
| 2023 | 11º Lugar | Acesso 2 de Bairros | Sob a benção de Madrinha Eunice, viva o samba paulistano e seus baluartes imortais!                                                                                           | | | [ 13 ]        |
| 2024 | 14º Lugar | Acesso 3 de Bairros | Germano Mathias, o Sambista Diferente | Comissão de Carnaval                                                                                                   | Yvani Coelho | [ 14 ]        |